# Mecz Gwiazd PLKK 2008
Mecz Gwiazd – Wisła Kraków – Gwiazdy FGE 2008 – towarzyski mecz koszykówki rozegrany 27 stycznia 2008 roku w Krakowie. W spotkaniu wzięły udział zawodniczki mistrza Polski – Wisły Can-Pack Kraków oraz gwiazd Ford Germaz Ekstraklasy.
Do udziału w spotkaniu została także powołana Paulina Pawlak z Lotosu, jednak nie wystąpiła w nim z powodu kontuzji.
- MVP – Kara Braxton (16 punktów – Wisła)
- Najlepsza zawodniczka drużyny gwiazd – Agnieszka Skobel (8 punktów, 6 zbiórek, 5 asyst – Gwiazdy)

## Statystyki spotkania
- Trener Wisły Kraków: Tomasz Herkt
- Trener drużyny gwiazd: Roman Skrzecz (Lotos PKO BP Gdynia), asystent: Jarosław Krysiewicz (PKM Dudy PWSZ Leszno)[2]

pogrubienie – oznacza zawodniczkę składu podstawowego
| Wisła Can-Pack Kraków – 83                | Wisła Can-Pack Kraków – 83                | Wisła Can-Pack Kraków – 83                | 79 – Gwiazdy FGE                          | 79 – Gwiazdy FGE                          | 79 – Gwiazdy FGE                          | 79 – Gwiazdy FGE                          |                                           |
| Wyniki Kwart – 24:20, 23:17, 20:17, 16:25 | Wyniki Kwart – 24:20, 23:17, 20:17, 16:25 | Wyniki Kwart – 24:20, 23:17, 20:17, 16:25 | Wyniki Kwart – 24:20, 23:17, 20:17, 16:25 | Wyniki Kwart – 24:20, 23:17, 20:17, 16:25 | Wyniki Kwart – 24:20, 23:17, 20:17, 16:25 | Wyniki Kwart – 24:20, 23:17, 20:17, 16:25 | Wyniki Kwart – 24:20, 23:17, 20:17, 16:25 |
| Zawodnik                                  | Kraj                                      | Pkt                                       | Zawodnik                                  | Kraj                                      | Klub                                      | Pkt                                       |                                           |
| ----------------------------------------- | ----------------------------------------- | ----------------------------------------- | ----------------------------------------- | ----------------------------------------- | ----------------------------------------- | ----------------------------------------- | ----------------------------------------- |
| Kara Braxton                              | Stany Zjednoczone                         | 16                                        | Olivia Tomiałowicz                        | Polska                                    | Arcus SMS PZKosz Łomianki                 | 17                                        |                                           |
| Agata Gajda                               | Polska                                    | 11                                        | Agnieszka Szott                           | Polska                                    | AZS PWSZ Gorzów Wielkopolski              | 10                                        |                                           |
| Marta Fernández                           | Hiszpania                                 | 10                                        | Hollie Merideth                           | Stany Zjednoczone                         | Utex ROW Rybnik                           | 10                                        |                                           |
| Dorota Gburczyk                           | Polska                                    | 9                                         | Chamique Holdsclaw                        | Stany Zjednoczone                         | Lotos PKO BP Gdynia                       | 8                                         |                                           |
| Ewelina Kobryn                            | Polska                                    | 8                                         | Daria Mieloszyńska                        | Polska                                    | Tęcza Leszno                              | 8                                         |                                           |
| Natalija Trafimawa                        | Białoruś                                  | 7                                         | Agnieszka Skobel                          | Polska                                    | Inea AZS Poznań                           | 8                                         |                                           |
| Candice Dupree                            | Stany Zjednoczone                         | 6                                         | Dominique Canty                           | Stany Zjednoczone                         | Lotos PKO BP Gdynia                       | 6                                         |                                           |
| Agnieszka Pałka                           | Polska                                    | 5                                         | Katarzyna Kenig                           | Polska                                    | ŁKS Łódź                                  | 4                                         |                                           |
| Anna DeForge                              | Stany Zjednoczone                         | 4                                         | Joanna Jarkowska                          | Polska                                    | Inea AZS Poznań                           | 4                                         |                                           |
| Anna Wielebnowska                         | Polska                                    | 4                                         | Slobodanka Maksimović                     | Serbia                                    | Lotos PKO BP Gdynia                       | 4                                         |                                           |
| Monika Krawiec                            | Polska                                    | 3                                         | Nikita Bell                               | Stany Zjednoczone                         | Utex ROW Rybnik                           | 0                                         |                                           |
| Jelena Škerović                           | Czarnogóra                                | 0                                         |                                           |                                           |                                           |                                           |                                           |